# North Crossett (Arkansas)
North Crossett es un lugar designado por el censo ubicado en el condado de Ashley en el estado estadounidense de Arkansas. En el Censo de 2010 tenía una población de 3119 habitantes y una densidad poblacional de 116,62 personas por km².

## Geografía
North Crossett se encuentra ubicado en las coordenadas 33°10′27″N 91°55′55″O / 33.17417, -91.93194. Según la Oficina del Censo de los Estados Unidos, North Crossett tiene una superficie total de 26.74 km², de la cual 26.68 km² corresponden a tierra firme y (0.25%) 0.07 km² es agua.

## Demografía
Según el censo de 2010, había 3119 personas residiendo en North Crossett. La densidad de población era de 116,62 hab./km². De los 3119 habitantes, North Crossett estaba compuesto por el 84.42% blancos, el 12.98% eran afroamericanos, el 0.38% eran amerindios, el 0.26% eran asiáticos, el 0.03% eran isleños del Pacífico, el 0.77% eran de otras razas y el 1.15% pertenecían a dos o más razas. Del total de la población el 2.08% eran hispanos o latinos de cualquier raza.